# ФК Загорје
НК Загорје је фудбалски клуб из Словеније и основан је 1906. у граду Загорју. Играо је 3 сезоне у првој лиги, а најскорије у 2004-2005. Сада су друголигаши. До 1998. спонзор је био Електроелемент.